# Grąbnica
Grąbnica (deutsch Hundeberg) ist ein Wohnplatz in der Woiwodschaft Westpommern in Polen. Er gehört zu der Gmina Ustronie Morskie (Landgemeinde Henkenhagen) im Powiat Kołobrzeski (Kolberger Kreis). 

## Geographische Lage
Der Wohnplatz liegt in Hinterpommern, etwa 120 Kilometer nordöstlich von Stettin und etwa 13 Kilometer östlich von Kołobrzeg (Kolberg). Unmittelbar nördlich verlaufen nebeneinander die Bahnstrecke Köslin–Kolberg und die Landesstraße 11, deren Verlauf hier der ehemaligen Reichsstraße 160 entspricht. 

## Geschichte
Der Wohnplatz wurde wohl im 19. Jahrhundert als kleine, aus zwei Hofstellen („Ausbauten“) bestehende Ansiedlung des Dorfes Henkenhagen angelegt. Der Ortsname „Hundeberg“ wurde von einem früheren Flurnamen übernommen. Im Jahre 1885 wurden 20 Einwohner gezählt, im Jahre 1895 15 Einwohner. 
Vor 1945 lag Hundeberg in der Landgemeinde Henkenhagen und gehörte mit dieser zum Kreis Kolberg-Körlin der preußischen Provinz Pommern, wurde aber zuletzt nicht mehr als eigener Wohnplatz geführt.
1945 kam Hundeberg, wie ganz Hinterpommern, an Polen. Es erhielt den polnischen Ortsnamen Grąbnica.